# رعب النينجا جاوة الشرقية 1998
رعب النينجا جاوة الشرقية 1998 هو رعب هستيري جماعي اندلع في جاوة الشرقية إندونيسيا ناتج عن خوف من النينجا المحلية في عام 1998، حيث اعتقد السكان المحليون أنهم كانوا مستهدفين من قبل السحرة المعروفين باسم النينجا، والذين تم إلقاء اللوم عليهم في القتل الغامض للقادة الدينيين على أيدي قتلة يرتدون ملابس سوداء. قُتل ما بين 150-300 «ساحر» بين فبراير وأكتوبر، ووقعت معظم الوفيات بين أغسطس وسبتمبر.

## خلفية
وفقًا لجيسون براون فإن بانيووانغي هي مركز السحر الأسود في إندونيسيا. السحر الأسود الذي يمارس في بانيووانغي هو مزيج من المعتقدات الروحانية والتصوف الذي تطور من الصراع بين الأديان خلال فترة محكمة ماتارام في القرن السادس عشر. ينتشر الاعتقاد في السحر الأسود أو دوكون على نطاق واسع في المنطقة.

## الأحداث
بدأت عمليات القتل في بانيوانجي ريجنسي في فبراير. بدأ القتلة المنظمون الذين يرتدون ملابس سوداء واكتسبوا منها اسم النينجا، حيث قاموا بمهاجمة القادة المنتمين إلى نهضة العلماء. بدأ السكان المحليون في مطاردة وقتل أي شخص يعتقد أنهم من «النينجا» ردا على ذلك. قُتل حوالي خمسة أشخاص بين فبراير ويوليو. في شهر أغسطس قُتل 40 شخصًا، وفي سبتمبر ارتفع العدد إلى 80.
في 18 أكتوبر 1998 قتل خمسة رجال في منطقة تورين. تعرض أحدهم للضرب حتى الموت، وأُحرق الآخر وقطع رأس ثلاثة. وفي 20 أكتوبر 1998 وقعت ثلاث عمليات قتل. تم القبض على اثنين من سيارة شرطة من قبل الحراس الذين يقال أنهم ذبحوا النينجا من رقابهم، والثالث هو الرجل الذي كان رأسه مغطى بحصة.
في 24 أكتوبر قُتِل خمسة قرويين آخرين يشتبه في أنهم من النينجا في غوندانغيلي التابعة لمالانغ ريجنسي، على أيدي القرويين. وقد أحرق أحد الضحايا حتى الموت وقطع رأس آخر.

## تقارير محلية
في 1 أكتوبر 1998 ذكرت صحيفة سورابايا بوست: «إشاعة عن وجود هجمات من قبل فرق تشبه النينجا» استهدفت «قادة المجتمع وكذلك العلماء، ونتيجة لذلك يقوم السكان بالقرب من المدارس الداخلية الإسلامية بحراسة مشددة حول منازل العلماء الذين أصبحوا أهدافًا». في 4 أكتوبر 1998 أفادت جاوة بوس أن «معلمي الصلاة في مرمى البصر من مجموعات من القتلة الذين يرتدون ملابس سوداء وأقنعة مثل النينجا».

## الاصابات
اكتشف فريق التحقيق في نهضة العلماء أن 143 «نينجا» قتلوا في بانيووانجي و105 في مناطق أخرى في جاوة الشرقية مثل جيمبر، وسومينيب وباسووروان، مما يجعل إجمالي عدد القتلى الموثق 248، على الرغم من أنه قد يكون أعلى.

## النظريات
كان هناك عدد من النظريات حول من كان وراء القتل المنظم الأصلي للقادة الدينيين في نهضة العلماء. زعم عبد الرحمن وحيد الذي كان آنذاك رئيس حركة نهضة العلماء أن رجال النخبة كانوا يأمرونهم.